# Pigmento visual

Conos en verde, bastones en azul.

Los pigmentos visuales son compuestos químicos presentes en los organismos que participan en la percepción y la visión de la luz y del color en los seres vivos, principalmente en los animales.  
La percepción visual comienza en la retina. Los fotorreceptores típicos de este tejido se conocen como conos y bastones. Tanto los conos como los bastones de la retina del ojo contienen productos químicos conocidos como fotopigmentos que se descomponen ante la exposición a la luz y, en el curso del proceso, excitan a las fibras nerviosas que salen del ojo. Estos fotopigmentos detectan y transforman al estímulo luminoso en una señal eléctrica equivalente mediante la cascada de eventos conocida como fototransducción, un proceso que se inicia cuando la luz activa al fotopigmento. Los fotopigmentos contienen un tipo de proteínas llamadas opsinas. 
Los compuestos fotosensibles en los conos y los bastones del ojo humano y la mayoría de los demás mamíferos constan de una proteína llamada opsina y retinal (también conocido como retineno1), un aldehído de la vitamina A1.
La sustancia sensible a la luz en los bastones se llama rodopsina. En los conos existen otros fotopigmentos (como la conopsina), donde se denominan simplemente "pigmentos del color", cuya composición es un poco diferente a la que presenta la rodopsina, y funcionan casi exactamente igual excepto por sus diferencias de sensibilidad dentro del espectro. La única diferencia radica en que sus porciones proteicas u opsinas (llamadas fotopsinas en los conos) son un poco distintas de la escotopsina de los bastones. La porción de todos los pigmentos visuales correspondiente al retinal, que es absolutamente idéntico en los conos y en los bastones. Por tanto, los pigmentos sensibles al color de los conos consisten en combinaciones de retinal y fotopsinas.

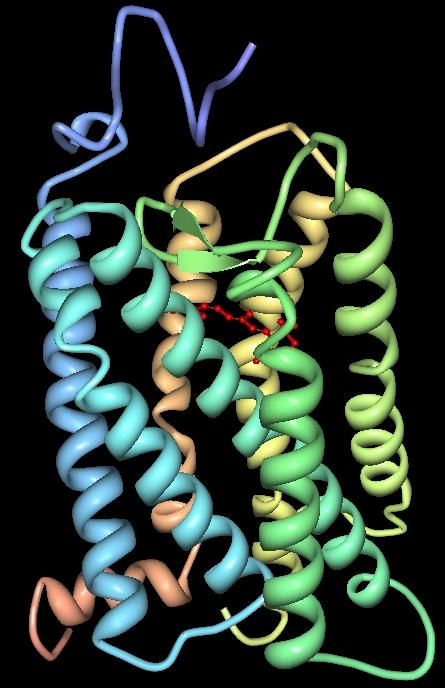
Rodopsina

Tanto la rodopsina como los pigmentos de color son proteínas conjugadas. Se incorporan a las membranas bajo la forma de proteínas transmembrana. Las concentraciones de estos pigmentos fotosensibles en los discos son tan grandes que ellos mismos constituyen aproximadamente el 40% de toda la masa del segmento externo de un cono o un bastón.
Cuando los fotopigmentos absorben la energía lumínica, empiezan a descomponerse en una fracción muy pequeña de segundo. El origen de este hecho radica en la fotoactivación de los electrones situados en la porción retinal de esta sustancia, que desemboca en la transformación instantánea de la forma cis del retinal en una forma todo-trans que aún conserva la misma estructura química que la forma cis pero presenta una estructura física diferente: es una molécula recta en vez de plegada.

## Visión de los colores
Sobre la visión de los colores queda patente que sólo uno de los tres tipos de pigmentos destinados a este fin está presente en cualquiera de los diferentes conos, lo que les concede una sensibilidad selectiva a los diversos colores: azul, verde o rojo. Estos pigmentos para el color se llaman, respectivamente, pigmento sensible al azul, pigmento sensible al verde y pigmento sensible al rojo. Sus características de absorción en los tres tipos de conos muestran unas absorbencias máximas ante la luz de las longitudes de onda de 445, 535 y 570 nm, respectivamente. Estas son también las longitudes de onda con una sensibilidad extrema a la luz en cada tipo de cono, lo que empieza a sentar las condiciones para poder explicar cómo distingue los colores la retina. 
Unos cuantos fotorreceptores contienen melanopsina en lugar de rodopsina o pigmentos de los conos. Los axones de estas neuronas se proyectan hacia los núcleos supraquiasmáticos y la porción del núcleo geniculado lateral que regula las respuestas pupilares luminosas. Cuando el gen de la melanopsina es inactivado, se anula el fotoencarrilamiento circadiano.

## Sincronización del ritmo circadiano por la luz
El impulso nervioso generado en los fotorreceptores de los vertebrados se transmite por las interneuronas retinianas a las neuronas de proyección, las células ganglionares (o RGC), cuyos axones forman el nervio óptico. En la mayoría de las células ganglionares, la respuesta provocada por la luz resulta de la activación de la red sináptica retiniana, por lo que se denomina respuesta sináptica a la luz y consiste en la modificación de la frecuencia de potenciales de acción. 
El aspecto más sobresaliente de tales funciones es que se inician por la actividad de células ganglionares específicas que, junto con la respuesta sináptica, generan una respuesta intrínseca a la luz, por lo que se conocen como células ganglionares fotorreceptoras o intrínsecamente fotosensibles (o ipRGC). Estas células ganglionares en la retina actúan como fotorreceptores debido a la actividad de la melanopsina, un fotopigmento homólogo a la rodopsina y la conopsina. La evidencia más contundente sobre la existencia de un fotorreceptor adicional diferente de los conos y los bastones en la retina de los mamíferos se obtuvo en el campo de investigación de los ritmos biológicos. En los mamíferos, los ritmos biológicos más conspícuos y mejor caracterizados tienen períodos de 24 horas, por lo que se denominan circadianos. La melanopsina puede responder a los estímulos de luz como lo hace la rodopsina.
El descubrimiento de la melanopsina y de las ipRGC ha proporcionado fundamento a la idea intuitiva de que la retina media la percepción del transcurso del día a partir de la luminosidad ambiental, lo que permite al organismo sincronizar su actividad metabólica.